# Liste der guatemaltekischen Botschafter in den Vereinigten Staaten
Der Titel der Leiter der Gesandtschaft war
- Ab 8. Juni 1893: Envoy Extraordinary and Minister Plenipotentiary
- Ab 4. Mai 1943: Ambassador Extraordinary and Plenipotentiary

Am 4. Mai 1943 wurde die Gesandtschaft zu Botschaft aufgewertet.
| Ernennung          | Name                                      | Bemerkungen | Akkreditierung     |
| ------------------ | ----------------------------------------- | --- | ------------------ |
| 1850               | Antonio José de Irisarri                  | (* 7. Februar 1786; † 10. Juni 1868)                                                                                               |                    |
| 1893 Juni 8.       | Antonio Lazo Arriaga                      | auch als Vertreter der Regierung von Honduras akkreditiert.                                                                        |                    |
| 1904 September 30. | Jorge Muñoz                               | |                    |
| 1906 Oktober 22.   | Ramon Bengoechea                          | Geschäftsträger |                    |
| 1907 März          | Luis Toledo Herrarte                      | [ 2 ] | 1907 März 18.      |
| 1911 Dezember 19.  | Joaquin Mendez                            | [ 3 ] |                    |
| 1920 November 29.  | Julio Bianchi                             | |                    |
| 1922 April 19.     | Francisco Sanchez Latour                  | (* 1876; † 1927) Geschäftsträger                                                                                                   |                    |
| 1922 Mai 23.       | Francisco Sanchez Latour                  | |                    |
| 1927 November 8.   | Julio Montano Novella                     | Geschäftsträger |                    |
| 1928 Januar 11.    | Adrian Recinos                            | |                    |
| 1943 April 19.     | Adrián Recinos                            | | 1943 Mai 4.        |
| 1944 Oktober 18.   | Antonio Najera Cabrera                    | (Privatsekretär von Jorge Ubico Castañeda)                                                                                         |                    |
| 1944 November 8.   | Enrique Lopez-Herrarte                    | Geschäftsträger |                    |
| 1944 Dezember 19.  | Eugenio Silva Pena                        | nahm an den Präsidentschaftswahlen vom 17.–19. Dezember 1944 in Guatemala teil                                                     | 1945 Januar 1.     |
| 1945 Juli 26.      | Jorge Garcia Granados                     | (1900–1961) | 1945 August 10.    |
| 1947 Dezember 16.  | Francisco Linares Aranda                  | Geschäftsträger, 1950 Botschafter in London                                                                                        |                    |
| 1948 März 2.       | Ismael Gonzalez Arevalo                   | Außenminister der Regierung Juan José Arévalo                                                                                      | 1948 März 15.      |
| 1949 Dezember 13.  | Antonio Goubaud-Carrera                   | († 8. März 1951) | 1950 Januar 11.    |
| 1951 Februar 18.   | Alfredo Chocano Becerra                   | Geschäftsträger |                    |
| 1951 März 18.      | Carlos H. Aldana Sandoval                 | | 1951 Juni 4.       |
| 1952 September 4.  | Guillermo Toriello                        | [ 7 ] | 1952 September 24. |
| 1954 August 13.    | Lt. Colonel José Luis Cruz Salazar        | Vertreter der Putschregierung | 1954 August 16.    |
| 1958 Juni 3.       | Colonel Carlos Santillán Hernández        | | 1958 Juni 16.      |
| 1959 Juli 1.       | Colonel Arturo Ramirez Pinto              | War am Guatemaltekisch-Mexikanischen Fischkrieg beteiligt                                                                          | 1959 Juli 13.      |
| 1960 Juni 6.       | Carlos Alejos Arzu                        | Bruder von Roberto Alejos Arzu, des Eigentümers der Finca Helvetia, auf welcher die Invasion in der Schweinebucht trainiert wurde. | 1960 Juni 8.       |
| 1963 Juni 11.      | Carlos Garcia Bauer                       | | 1963 Juli 10.      |
| 1966 September 8.  | Francisco Linares Aranda                  | Botschafter in London | 1966 September 9.  |
| 1970 Oktober 23.   | Julio Asensio                             | | 1970 November 5.   |
| 1976 Mai 15.       | Fernando Sesenna Olivero                  | |                    |
| 1976 Juni 10.      | Federico Abundio Maldonado Gularte        | | 1976 Juni 22.      |
| 1977 November 30.  | Jorge Lamport Rodil                       | | 1978 Januar 18.    |
| 1978 Dezember 1.   | Norma J. Vasquez                          | Geschäftsträgerin |                    |
| 1978 Dezember 21.  | General Felipe Doroteo Monterroso Miranda | | 1979 Februar 26.   |
| 1982 Juni 9.       | Jorge Luis Zelaya Coronado                | | 1982 Juli 29.      |
| 1983 Juli 15.      | Norma J. Vasquez                          | Geschäftsträger |                    |
| 1983 Dezember 7.   | Federico Fahsen Ortega                    | | 1984 Januar 9.     |
| 1985 Februar 6.    | Eduardo Palomo Escobar                    | | 1985 März 5.       |
| 1987 Januar 27.    | Oscar Padilla Vidaurre                    | [ 8 ] | 1987 Februar 10.   |
| 1988 Oktober 5.    | Rodolfo Rohrmoser Valdeavellano           | | 1988 November 9.   |
| 1990 Februar 7.    | John Schwank Durán                        | | 1990 April 9.      |
| 1991 Juni 27.      | Juan José Caso Fanjul                     | | 1991 August 6.     |
| 1993 März 3.       | Edmond Mulet                              | | 1993 Juni 11.      |
| 1996 März 11.      | Pedro Miguel Lamport Kelsall              | | 1996 April 30.     |
| 1998 September 5.  | William Howard Stixrud Herrera            | | 1998 September 10. |
| 2000 Mai 27.       | Ariel Rivera Irías                        | | 2000 Juni 14.      |
| 2002 Dezember 4.   | Antonio Arenales Forno                    | | 2002 Dezember 9.   |
| 2004 März 26.      | José Guillermo Castillo Villacorta        | | 2004 März 31.      |
| 2008 März 13.      | Francisco Villagrán de León               | | 2008 April 9.      |